# The Bare Necessities
«The Bare Necessities» (рус. «Простые радости», букв. рус. «Минимальные потребности») — песня, написанная Терри Гилкисоном, из диснеевского мультфильма 1967 года «Книга джунглей». Исполнена Филом Харрисом в роли Балу и Брюсом Рейтерманом в роли Маугли. Была написана для ранней, изъятой версии мультфильма, и единственная песня из предыдущей версии, оставленная по просьбе Братьев Шерман, написавших остальные песни для мультфильма. Реприза песни была исполнена в конце мультфильма Себастьяном Кэботом (Багира) и Филом Харрисом (Балу).
Песня также была спета в ремейке мультфильма – «Книге джунглей» 2016 года. Её исполнили: Билл Мюррей (в роли Балу), Нил Сети (в роли Маугли) и Луи Армстронг (как трубач). В русском дубляже – Алексей Войтюк и Андрей Янайт.
В 1968 году «The Bare Necessities» была номинирована на премию «Оскар» в номинации «Лучшая песня к фильму».
Русский перевод песни был сделан Петром Климовым в 2007 году на студии «Пифагор», дублировавшей мультфильм для его проката в России. Исполнителями выступили Дмитрий Назаров, Дмитрий Череватенко и Эммануил Виторган.
Альтернативная версия песни (в сокращённом виде и с другим текстом) была использована в заставке мультсериала «Детёныши джунглей» (Jungle Cubs), снятого в 1996–1998 годах.

## В СМИ
- В 2005 году Джули Эндрюс записала песню для своего альбома «Julie Andrews Selects Her Favorite Disney Songs».
- Тайтусс Берджесс исполнил песню для спецвыпуска Би-би-си радио «BBC Radio 2 Celebrates The Music of Disney».
- «Bowling for Soup» записали песню для диснеевского альбома «DisneyMania 3»[англ.].
- В диснеевском фильме 1994 года «Книга джунглей», в бальной сцене доктор Джулиус Пламфорд восклицает «Простые радости жизни!».
- Элиза Гилкисон[англ.], дочь композитора песни Терри Гилкисона, исполнила её в 2007 году для своего концертного альбома «Your Town Tonight».
- Запланирован выход песни в исполнении Тиффани Торнтон в 2011 году, в альбоме «DisneyMania 8».